# Luciano Vázquez
Claudio Luciano Vázquez (* 6. März 1985 in Buenos Aires) ist ein argentinischer Fußballspieler.

## Karriere
Luciano Vázquez spielte anfangs bei Atlético Tembetary in Paraguay und in den unteren Ligen Argentiniens. Der Durchbruch gelang ihm bei Deportivo Ñublense, als er Torschützenkönig der Apertura 2013 wurde. Nach einer Station beim katarischen Verein Al-Shahaniya SC kam er nach Südamerika zurück und spielte erst in Chile bei CD Huachipato und dann in seiner Heimat bei CA Temperley. 2017 wechselte der Stürmer erneut zu Al-Shahaniya SC und spielte zudem für weitere Klubs auf der arabischen Halbinsel und in Jordanien. 2021 kam er nach Argentinien zurück, wo er für den Club Villa Dálmine und anschließend für den Club Ciudad de Bolívar spielte. 2022 ging er das dritte Mal zu Al-Shahaniya SC, allerdings nur für ein halbes Jahr, wonach er zu Club Ciudad de Bolívar zurückging.

## Auszeichnungen
- Torschützenkönig der chilenischen Primera División 2013/14-A